# Wish You Were Here (Album)

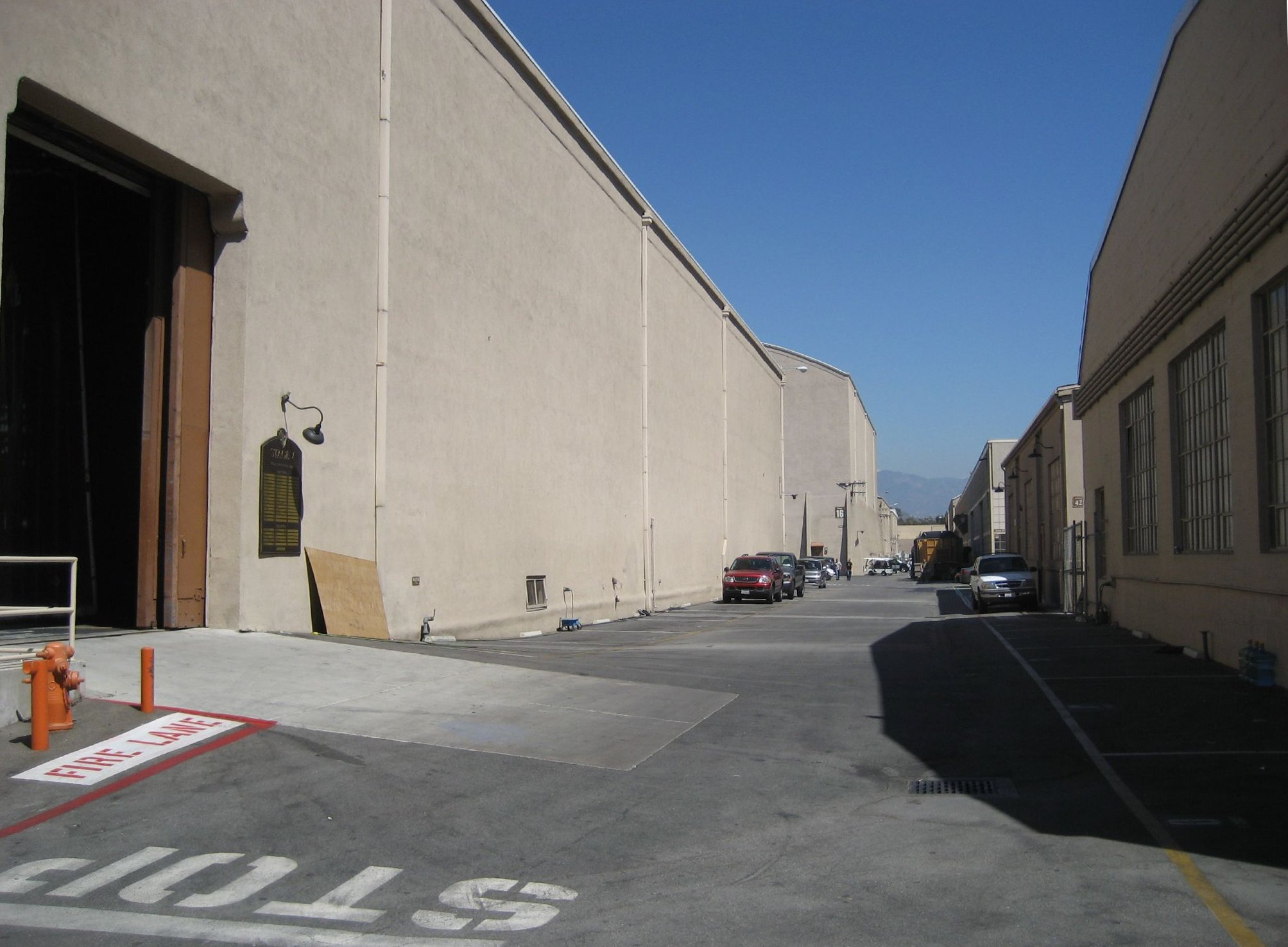
Filmstudios der Warner Bros., wo das Coverfoto entstand.

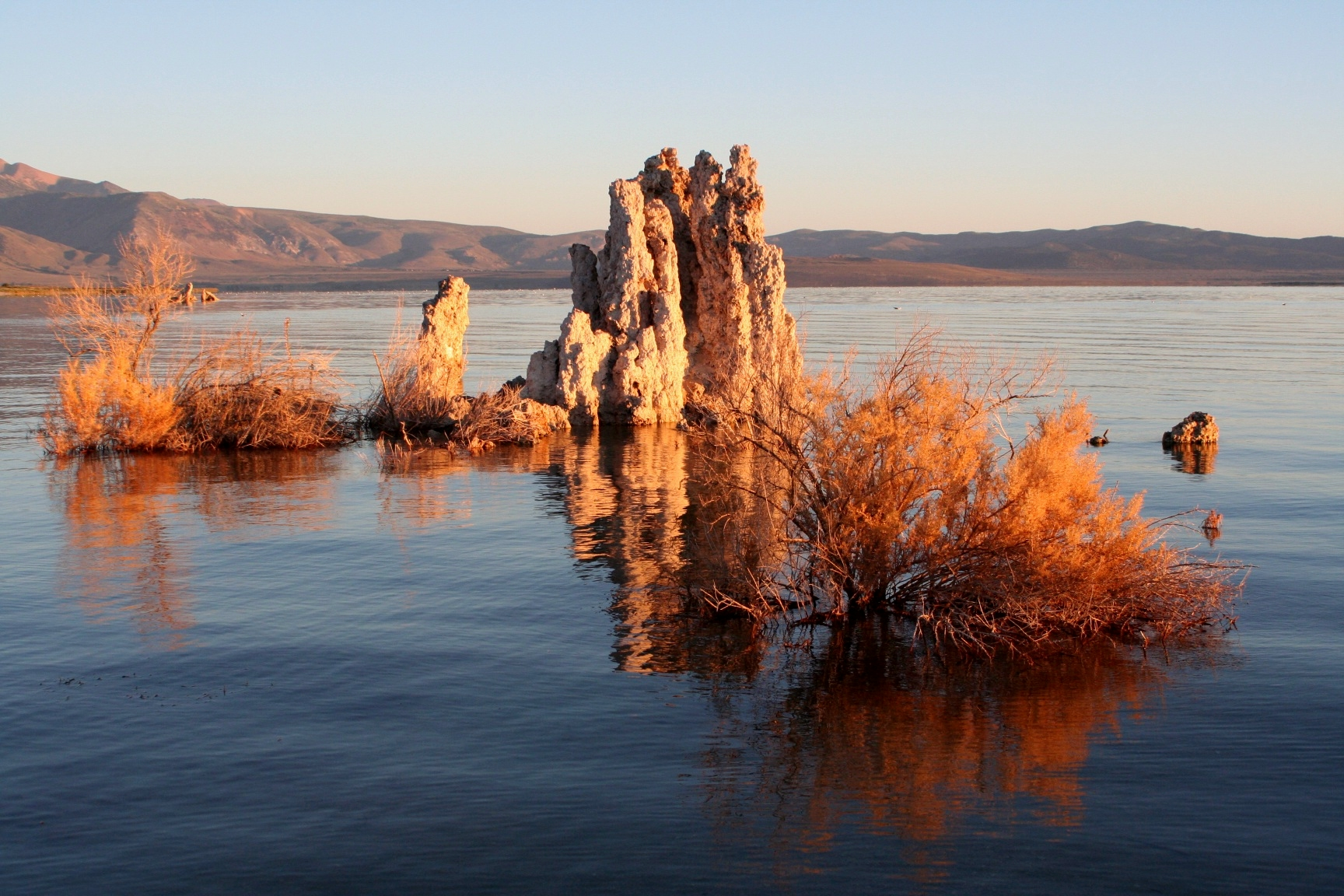
Mono Lake in Kalifornien. Das Motiv wurde bei der inneren Plattenhülle und der beigelegten Postkarte verwendet.

Wish You Were Here ist das neunte Studioalbum der britischen Rockband Pink Floyd. Es wurde von Januar bis Juli 1975 in den Abbey Road Studios aufgenommen und erschien am 12. September 1975. Es folgte auf das Album The Dark Side of the Moon (1973) und ist der Vorgänger des 1977 erschienenen Albums Animals.
Wish You Were Here wurde mehr als 20 Millionen Mal verkauft und zählt damit zu den weltweit meistverkauften Musikalben.

## Inhalt
Das Album Wish You Were Here umfasst fünf Titel, die nahtlos ineinander übergehen. Der erste und letzte Titel Shine On You Crazy Diamond stellt eine Hommage an das frühere Bandmitglied Syd Barrett dar. Barrett war bis Januar 1968 federführend als Komponist, Sänger und Gitarrist beteiligt, aber aufgrund einer psychischen Störung für die Band nicht weiter tragbar. 1968 wurde er deswegen durch David Gilmour ersetzt.
Am bekanntesten wurde der Titel Wish You Were Here, der dem Genius und dem Wahnsinn Syd Barretts gewidmet ist und eines der kommerziell erfolgreichsten Lieder der Band ist.
Die Titel Welcome to the Machine und Have a Cigar handeln von der Plattenindustrie und ihrer Fixierung auf Geld und dem Desinteresse an den Musikern. In Have a Cigar wird ein fiktiver Monolog eines Plattenbosses gegenüber einem Vertreter der Band wiedergegeben. Darin kommt der Satz vor: „The band is just fantastic, that is really what I think. Oh by the way, which one’s Pink?“ („Die Band ist einfach fantastisch, das meine ich wirklich so. Ach, übrigens: Wer von Ihnen ist eigentlich Pink?“). Have a Cigar wurde von dem Gastmusiker Roy Harper gesungen.

## Entstehung
Der Gruppe fiel es zu Beginn sehr schwer, neues Material für das Album zu entwickeln, zumal der Erfolg von The Dark Side of the Moon auf ihr lastete. Das Projekt Household Objects brach die Band ab, 1974 spielte man auf Konzerten drei neue Stücke: Shine on You Crazy Diamond, Raving and Drooling und You've Gotta Be Crazy, die Ausgangspunkt für das Album waren. Letztere zwei erschienen dann erst 1977 auf Animals, neu arrangiert als Sheep und Dogs.
Gilmour schlug eine Album-Version mit Shine on You Crazy Diamond auf der A-Seite vor, während Raving and Drooling und You've Gotta Be Crazy die B-Seite füllen sollten. Letztendlich setzte sich Waters mit seiner Idee, Shine on als umrahmendes Stück des Albums einzusetzen und statt Raving and Drooling und You've Gotta Be Crazy neues Material zu erarbeiten, durch.

## Aufnahme
Alan Parsons, der Toningenieur bei dem Vorgänger-Album The Dark Side of the Moon, hatte das Angebot abgelehnt, die Aufnahmen von Wish You Were Here zu übernehmen, weil er mit The Alan Parsons Project, Steve Harley und Pilot beschäftigt war und sich eine erfolgreiche Zukunft als Tonmeister von Pink Floyd nicht vorstellen konnte. Daher wurde Brian Humphries als Toningenieur eingesetzt, wie bereits 1969 beim Album More.
Die Arbeiten fanden im Studio 3 der Abbey Road Studios statt und wurden von keinem Gruppenmitglied als leicht beschrieben: So sagte Richard Wright, dass die Aufnahmen eine Erfahrung seien, die „in eine schwierige Zeit“ gefallen sind, und Roger Waters sprach von einem „quälenden“ Prozess. Schlagzeuger Nick Mason erinnerte sich an die Mehrspuraufnahme als „langwierig“, und David Gilmour war mehr daran interessiert, das bestehende Material der Band zu verbessern. Bei einer Aufnahme der Hintergrund-Spuren von Shine On löschte Humphries versehentlich die Aufzeichnung, an der Waters und Mason viele Stunden gearbeitet hatten; sie mussten neu aufgenommen werden.

## Instrumentierung

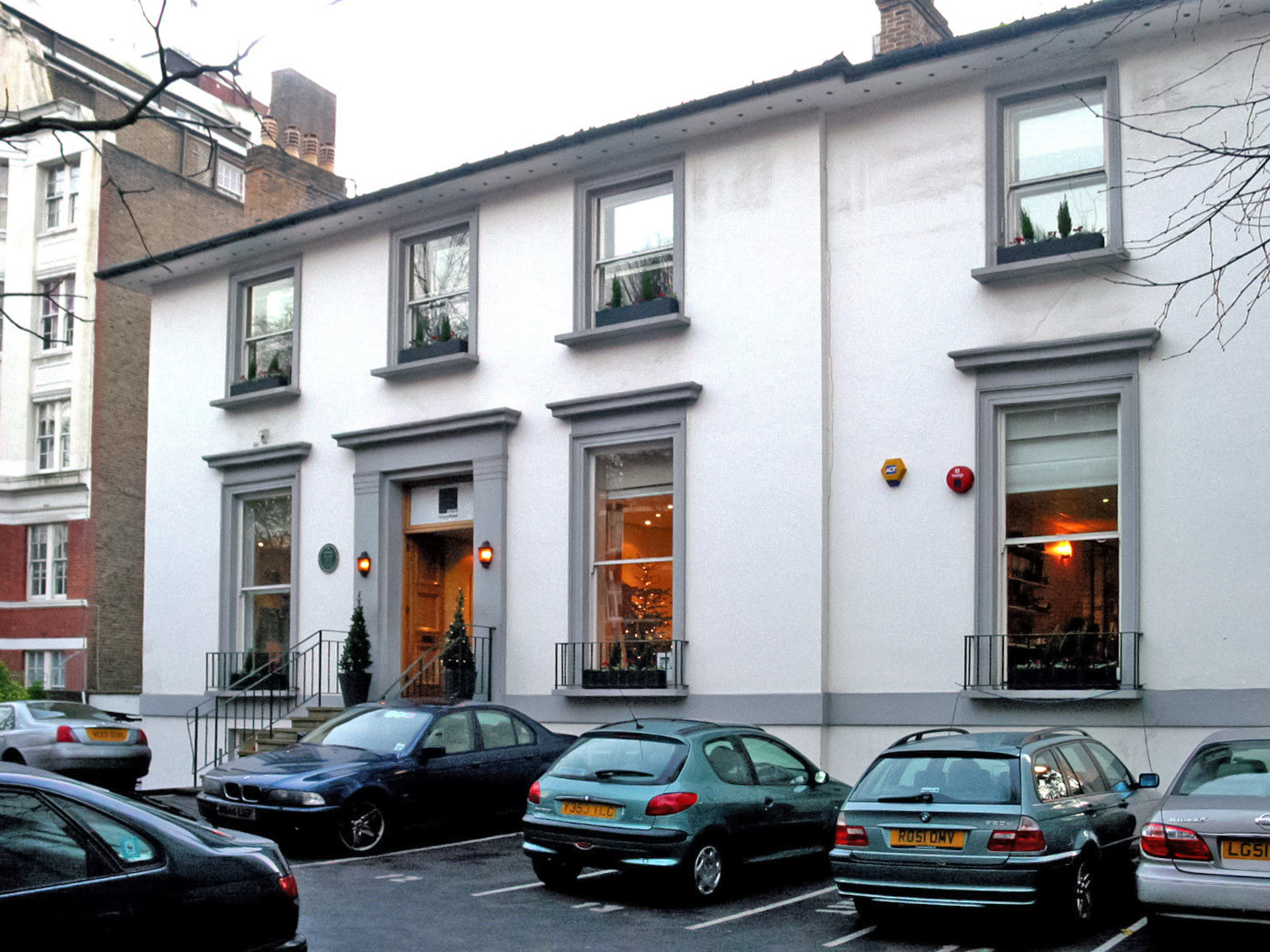
Abbey Road Studios, wo die Aufnahmen entstanden.

Besonders prominent im Klangbild sind Richard Wrights Keyboards. In dem Song Shine On You Crazy Diamond wird ein Minimoog Synthesizer für den Trompeten-artigen Klang und ein ARP Solina String Ensemble für Streicherklänge eingesetzt. In den letzten beiden Teilen beherrscht Richard Wright das Klangbild. Im Teil 8 wird das Songthema von Wright und Gilmour in einer Jazzrock-Variation weitergeführt; Wright spielt hier ein Hohner D6 Clavinet und ein Fender Rhodes, und auch den Mini Moog mit anderer Klangeinstellung. Auf Welcome to the Machine wird ein VCS 3 von der Firma EMS eingesetzt.
Der Anfang von Shine On enthält Ausschnitte aus der unvollendeten Aufnahme Household Objects; dabei wurden Weingläser als Glasharfe verwendet.
Berühmt geworden ist weiter die Anfangssequenz des Songs Wish You Were Here. Das Lied beginnt mit einem Radio, aus dem leise die Anfangsakkorde von Wish You Were Here klingen. Zu diesen Anfangsakkorden spielt ein fiktiver Radiohörer auf seiner Akustikgitarre. Langsam verschmelzen Radio und Gitarre, und die ganze Band steigt ein. Um den Eindruck eines Radios in einem Wohnzimmer zu verstärken, sind anfangs verschiedene Geräusche des Radiohörers (Rascheln, Atmen, Räuspern) zu hören. Wenig beachtet ist das kaum hörbare Geigen-Solo von Stéphane Grappelli am Ende des Stücks. Grappelli spielte es nebenbei für eine Gage von 300 britischen Pfund ein, als er in einem anderen Studio im selben Gebäude Aufnahmen mit Yehudi Menuhin machte. In der 2011 erschienenen remasterten Version ist das Solo deutlich verstärkt worden.

## Quadrophonische Versionen
Wish You Were Here ist, wie auch Atom Heart Mother und The Dark Side of the Moon, eines der wenigen Alben, die auch in einer Quadrofonie-LP-Version, in etwa vergleichbar mit 4.0-Raumklang, existieren. Es erschien auch in einer sogenannten „Quadrophonic 8-Track“-Kassetten-Version, die wie die Quadrophonie-LP in den frühen 1970ern nur wenig, vor allem in den Vereinigten Staaten verbreitet war. Die 4-Spur- und 8-Spur-Kassetten dürfen jedoch nicht verwechselt werden mit der Compact Cassette, einem völlig anderen Format.
Jahrelang wurde offiziell keine Quadrophonie-Version auf CD oder DVD veröffentlicht, obwohl einige Stücke sehr von den Raumklangeffekten der originalen Quadrophonie-Aufnahme leben. Schon vor der offiziellen Veröffentlichung kursierte eine nicht offizielle DVD-Audio im Internet, die mit einer MLP-96/24-, einer DTS- und einer Dolby-Digital--Spur ausgestattet ist. Der Urheber gibt an, für diese Version eine Mint-Quadrofonie-Vinylplatte benutzt zu haben. Die Tonqualität dieser Aufnahme ist jedoch nicht mit etwa der hochwertigen SACD von The Dark Side of the Moon vergleichbar. Auch auf zwei inoffiziellen CDs – jeweils für die beiden vorderen und die beiden hinteren Lautsprecherkanäle gedacht – wurde diese Version schon entdeckt. Zudem enthält die Quadrofonie-Version von Wish You Were Here ein zusätzliches Lied, ein etwa 50 Sekunden langes Instrumentalstück; die Längen und die Abmischungen unterscheiden sich stark vom Original. Seit November 2011 ist als Teil der „Immersion Box“ sowohl die originale Quadrophonie-Version von 1975 als auch ein 5.1-Mix von 2009 offiziell erhältlich. Letzterer wurde auch einzeln als SACD veröffentlicht.

## Titelliste
1. Shine On You Crazy Diamond, Pt. 1–5 (Gilmour/Waters/Wright), 13:31 min
  1. Pt. 1 (Wright/Waters/Gilmour), 2:09 min
  2. Pt. 2 (Gilmour/Waters/Wright), 1:45 min
  3. Pt. 3 (Waters/Gilmour/Wright), 2:33 min
  4. Pt. 4 (Gilmour/Wright/Waters), 2:15 min
  5. Pt. 5 (Waters/Gilmour/Wright), 4:49 min
2. Welcome to the Machine (Waters), 7:31 min
3. Have a Cigar (Waters), 5:08 min
4. Wish You Were Here (Gilmour/Waters), 5:34 min
5. Shine on You Crazy Diamond, Pt. 6–9, (Gilmour/Waters/Wright), 12:23 min
  1. Pt. 6 (Wright/Waters/Gilmour), 4:55 min
  2. Pt. 7 (Waters/Gilmour/Wright), 1:29 min
  3. Pt. 8 (Gilmour/Wright/Waters), 2:39 min
  4. Pt. 9 (Wright), 3:20 min

## Artwork
Das Album war ursprünglich in eine schwarze Verkaufsfolie verpackt, die in der Mitte mit dem Motiv bedruckt ist, das auch das Etikett der LP selbst ziert: Eine schwarze und eine weiße Roboterhand ineinander verschränkt vor gemalten Viertelkreismotiven, die die vier Elemente (Feuer, Wasser, Luft, Erde) symbolisieren. Erst nach Entfernen dieser Folie wurde das eigentliche Cover des Albums sichtbar, das durch Fotos von Storm Thorgerson auf weißem Untergrund geprägt wird. Auf der Vorderseite sind zwei Stuntmen - Ronnie Rondell († 2025) und Danny Rogers - abgebildet, wobei der Anzug Rondells in Flammen steht. Das Motiv des Elements Feuer wiederholt sich dadurch, dass der weiße Rand um das Foto rechts oben angesengt ist. Auf der Rückseite ist ein Mann im Anzug, mit Melone, Koffer und einer transparenten LP des Albums in einer Wüste abgebildet, dessen Hände und Füße nicht mit seinem Körper verbunden sind. Das Motiv des dargestellten Elements Erde wiederholt sich dadurch, dass aus dem weißen Rand um das Foto unten Sand herausrieselt.
Auf der Innenhülle, die wie das Cover aus Pappe bestand, ist ein Foto des Mono Lake mit bizarren Kalktuff-Türmen und einem ohne Wasserspritzer in den See eintauchenden Schwimmer abgebildet. Hier wiederholt sich das dargestellte Element Wasser dadurch, dass aus dem unteren Fotorand Wasser herausläuft. Das letzte Bild zeigt schließlich eine Wiese und schnurgerade gepflanzte Bäume, die sich im Wind bewegen, mit einem roten Seidentuch im Vordergrund. Das hier thematisierte Element Luft wiederholt sich dadurch, dass das Foto selbst in gewellter Form abgedruckt ist, als ob es vom Wind bewegt würde. Alle Bilder wirken surreal und entstanden überwiegend ohne Bildbearbeitung.
Beigelegt war eine Postkarte, die ebenfalls den eintauchenden Schwimmer darstellt. Sie ist auf der Rückseite mit dem Albumtitel in Englisch, Spanisch und Deutsch betitelt ergänzt durch Photographie von Hipgnosis am Monosee California 1975.
Die Cover der Pressungen auf dem Harvest-Label (Europa) und der auf dem Columbia-Label (u. a. USA, Kanada und Australien) verwenden ähnliche, aber unterschiedliche Fotos auf dem Frontcover.

## Aufführung
Die zuerst entstandenen Stücke von Wish You Were Here wurden am 18. Juni 1974 in Toulouse uraufgeführt, das Album in seiner endgültigen Form wurde erst am 23. Januar 1977 in Dortmund uraufgeführt.
Nach Abschluss der In the Flesh Tournee am 6. Juli 1977 in Montreal wurde das Album nicht wieder von Pink Floyd in voller Länge gespielt. Manche Stücke wurden einzeln weiterhin auf allen folgenden Tourneen, ausgenommen der zu The Wall, interpretiert. Wish You Were Here wurde zu einem Bühnenklassiker und sogar auf der Wiedervereinigung der Gruppe auf dem Live 8 Konzert 2005 gespielt.

## Rezensionen
Als das Album 1975 erschien, fielen die Kritiken sehr gemischt aus. So warfen die einflussreichen Fachzeitschriften Rolling Stone und Melody Maker Pink Floyd einen Mangel an Leidenschaft und fehlenden Einfallsreichtum vor. Dessen ungeachtet war das Album ein großer kommerzieller Erfolg, und im Laufe der Jahre stieg es auch in der Wertschätzung der Musikkritiker erheblich, so dass es heute als Klassiker der Rockgeschichte gilt.
Wish You Were Here wurde bei der WDR-2-Aktion WDR 200 als „bestes Album aller Zeiten“ im September 2007 von über einer Million Hörern zum Sieger gewählt. Im Juni 2015 wählte das renommierte Fachblatt Rolling Stone das Album auf Platz 4 der 50 besten Progressive-Rock-Alben aller Zeiten.

## Kommerzieller Erfolg

### Chartplatzierungen
| ChartsChartplatzierungen       | Höchstplatzierung | Wochen/ Monate |
| ------------------------------ | ----------------- | -------------- |
| Deutschland (GfK)              | 4 (251 Wo.)       | 251 Wo.        |
| Österreich (Ö3)                | 2 (4,5 Mt.)       | 4,5 Mt.        |
| Schweiz (IFPI)                 | 15 (17 Wo.)       | 17 Wo.         |
| Vereinigte Staaten (Billboard) | 1 (46 Wo.)        | 46 Wo.         |
| Vereinigtes Königreich (OCC)   | 1 (104 Wo.)       | 104 Wo.        |

| ChartsJahrescharts (1975)    | Platzierung |
| ---------------------------- | ----------- |
| Vereinigtes Königreich (OCC) | 22          |

| ChartsJahrescharts (1976)    | Platzierung |
| ---------------------------- | ----------- |
| Deutschland (GfK)            | 8           |
| Vereinigtes Königreich (OCC) | 47          |

| ChartsJahrescharts (1977) | Platzierung |
| ------------------------- | ----------- |
| Deutschland (GfK)         | 2           |

| ChartsJahrescharts (1978) | Platzierung |
| ------------------------- | ----------- |
| Deutschland (GfK)         | 2           |

| ChartsJahrescharts (1979) | Platzierung |
| ------------------------- | ----------- |
| Deutschland (GfK)         | 3           |

| ChartsJahrescharts (1980) | Platzierung |
| ------------------------- | ----------- |
| Deutschland (GfK)         | 9           |

| ChartsJahrescharts (1981) | Platzierung |
| ------------------------- | ----------- |
| Deutschland (GfK)         | 53          |

### Auszeichnungen für Musikverkäufe
| Land/Region                  | Auszeichnungen für Musikverkäufe (Land/Region, Auszeichnung, Verkäufe) | Verkäufe  |
| ---------------------------- | ---------------------------------------------------------------------- | --------- |
| Argentinien (CAPIF)          | Gold                                                                   | 30.000    |
| Australien (ARIA)            | 7× Platin                                                              | 350.000   |
| Deutschland (BVMI)           | Platin                                                                 | 500.000   |
| Frankreich (SNEP)            | Diamant                                                                | 1.000.000 |
| Griechenland (IFPI)          | Gold                                                                   | 70.000    |
| Italien (FIMI)               | 3× Platin                                                              | 150.000   |
| Kanada (MC)                  | 3× Platin                                                              | 300.000   |
| Neuseeland (RMNZ)            | 4× Platin                                                              | 80.000    |
| Österreich (IFPI)            | 2× Platin                                                              | 100.000   |
| Polen (ZPAV)                 | Gold · + Platin (Re-Issue)                                             | 55.000    |
| Portugal (AFP)               | Gold                                                                   | 7.500     |
| Vereinigte Staaten (RIAA)    | 6× Platin                                                              | 6.000.000 |
| Vereinigtes Königreich (BPI) | 2× Platin                                                              | 600.000   |
| Insgesamt                    | 4× Gold · 29× Platin · 1× Diamant ·                                    | 9.382.500 |

Hauptartikel: Pink Floyd/Auszeichnungen für Musikverkäufe

## Trivia
Während der Aufnahmen von Wish You Were Here erhielten Roger Waters, David Gilmour, Richard Wright und Nick Mason unverhofften Besuch ihres ehemaligen Bandkollegen Syd Barrett. Nach Aussagen der Bandmitglieder erkannten sie Barrett nicht auf Anhieb, da dieser sich stark verändert gehabt habe und sehr aufgedunsen gewesen sei.

„Roger war da am Tisch, ich kam herein und sah diesen Kerl hinter ihm sitzen – ein riesiger, kahler, fetter Kerl. Ich dachte: ,Er sieht ein bisschen seltsam aus.‘ Ich setzte mich mit Roger an den Tisch und wir arbeiteten rund zehn Minuten. Der Kerl stand immer wieder auf, putzte seine Zähne und setzte sich wieder – tat seltsame Dinge, blieb aber ruhig. Ich fragte Roger: ,Wer ist das?‘ Roger antwortete: ,Ich weiß es nicht.‘ Ich sagte: ,Ich nahm an, dass er ein Freund von dir ist‘, und er: ,Nein, ich weiß nicht, wer er ist.‘ Wie auch immer, ich habe lange gebraucht, aber plötzlich merkte ich, dass es Syd war, vielleicht nach 45 Minuten. Er kam herein, als wir ,Shine On You Crazy Diamond‘ sangen, bei dem es im Wesentlichen um Syd ging. Aus einem unglaublichen Grund hat er sich gerade den Tag ausgesucht, an dem wir ein Lied über ihn einspielten. Wir hatten ihn zwei Jahre nicht gesehen, glaube ich. Das ist es, was so unglaublich ist … Und verstörend, wenn man einen Mann sieht, den man nicht erkennt. Und dass er sich den Tag aussucht, an dem wir die Songtexte über ihn einspielen. Sehr seltsam.“

Roger Waters gab später zu Protokoll, nach dem Abschluss der Aufnahmen habe man erwogen, die Band aufzulösen. Stattdessen entschied man sich dafür, mit dem Folgealbum Animals einen musikalischen Richtungswechsel zu vollziehen.

## Verwendung
Musik aus dem Album Wish You Were Here fand in Filmen der Reihe Wunder der Erde mit Ernst Waldemar Bauer Verwendung.

## Videoalbum
Im Juni 2012 erschien eine offizielle DVD-Dokumentation unter dem Titel Pink Floyd – The Story of Wish You Were Here, die die Entstehungsgeschichte des Albums in 85 Minuten mit diversen Interviews und Originalaufnahmen beschreibt.